# Futbol'nyj Klub Čerkaščyna
Il Futbol'nyj Klub Čerkaščyna (in ucraino Футбольний клуб Черкащина?, traslitterazione anglosassone FC Cherkashchyna), è stata una società calcistica ucraina con sede nella città di Čerkasy.

## Storia
Il club è stato fondato nel 2010 con la denominazione di Slavutyč, per volere dell'allora governatore dell'Oblast' di Čerkasy Serhij Tulub. Nel 2011 ha ottenuto lo status di club professionistico ed è stato ammesso alla Druha Liha, la terza serie ucraina.
Nel 2014, cambia denominazione in Čerkas'kyj Dnipro e vince la Druha Liha 2014-2015. Termina il suo primo campionato in serie cadetta al secondo posto, sfiorando la promozione in Prem"jer-liha. Al termine della stagione 2017-2018, retrocede in Druha Liha.
Tornata nuovamente in terza serie, il club cambia denominazione in Čerkaščyna. Termina il campionato 2018-2019 al secondo posto, valido per lo spareggio promozione-retrocessione. Ha affrontato in tale spareggio il Sumy, avendo la meglio nel doppio scontro e ottenendo la promozione in Perša Liha, dopo un solo anno di assenza.
La stagione successiva in seconda serie termina con un'altra retrocessione, dopo aver perso lo spareggio contro il Veres Rivne. L'anno successivo, la squadra si iscrive regolarmente alla Druha Liha. Tuttavia, all'inizio del 2021, la squadra si ritira anzitempo dal campionato, cessando di fatto di esistere.

## Palmarès

### Competizioni nazionali
- Druha Liha: 1

2014-2015

### Altri piazzamenti
- Perša Liha:

Secondo posto: 2015-2016
- Druha Liha:

Secondo posto: 2018-2019
- Coppa d'Ucraina:

Semifinalista: 2013-2014